# Раховці
Ра́ховці (болг. Раховци) — село в Габровській області Болгарії. Входить до складу общини Габрово.

## Населення
За даними перепису населення 2011 року у селі проживали 55 осіб, з них 50 осіб (98,0%) — болгари.
Розподіл населення за віком у 2011 році:
Динаміка населення: